# Lokoti
 (septembre 2016).
Si vous disposez d'ouvrages ou d'articles de référence ou si vous connaissez des sites web de qualité traitant du thème abordé ici, merci de compléter l'article en donnant les références utiles à sa vérifiabilité et en les liant à la section « Notes et références ».
Lokoti est un village situé dans la région de l'Adamaoua au Cameroun, avec pour département le Mbéré et pour arrondissement Meiganga. Le village est traversé par le bitume.

## Climat et végétation
Le climat est tempéré et la végétation est, essentiellement, composée de savane.

## Services sociaux
Le village possède un lycée d'enseignement général, une école primaire et une école maternelle. Il dispose également d'un centre de santé.

## Religion et population
Les populations sont catholiques et musulmanes. Lokoti est dirigé par un Lamido. Les peuples autochtones qui y cohabitent sont Gbaya, Dourou, etc.

## Économie et transport
L'économie est basée sur l'agriculture et le transport en motocycle.

Le transport est effectué par des motocycles et des voitures de transport en commun.